# Norma (peça)
Norma ou Os Amores de um Político (Norma eller En Politikers Kjærlighed) é uma peça escrita em forma de paródia de ópera pelo dramaturgo norueguês Henrik Ibsen. Foi influenciada pela ópera Norma, de Vincenzo Bellini, que Ibsen assitiu em 1851, mas os personagens centrais eram políticos contemporâneos, lembrando a situação política norueguesa da época.

## Histórico

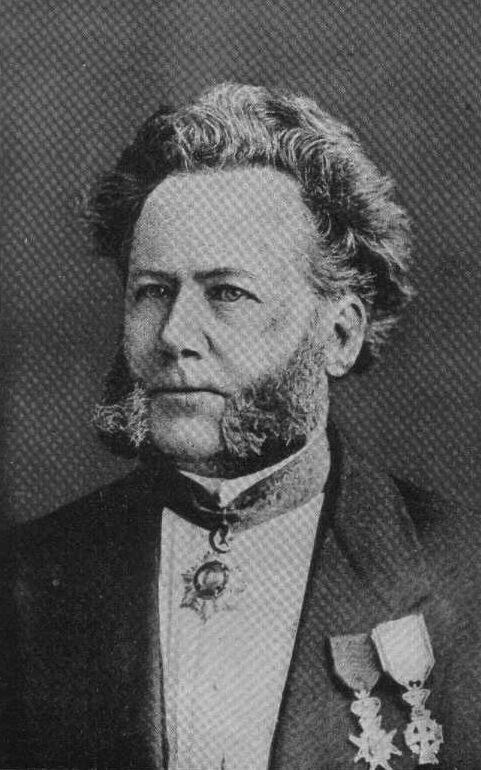
Henrik Ibsen, autor de "Norma"

A peça foi escrita no fim de maio de 1851, e foi impressa pela primeira vez, anonimamente, na revista satírica Andhrimner, em junho de 1851. Na época, Ibsen era um dos três editores dessa revista semanal - os outros dois editores eram Paul Botten-Hansen e A. O. Vinje -, que também era chamada "Manden". Andhrimner era um equivalente norueguês do "Danish Corsaren", um jornal literário e satírico politicamente independente. Ibsen escreveu nela críticas de teatro e ofereceu contribuições próprias. A revista parou sua produção em 28 de setembro de 1851, por razões financeiras. Ibsen fizera, para o primeiro volume de "Andhrimner", em 5 de janeiro de 1851, uma ilustração que rendera à revista o nome de "Manden" ("O Homem"), inicialmente, mas no segundo semestre daquele ano, foi renomeada "Andhrimner".
A peça não foi publicado novamente durante a vida de Ibsen. Em 1909, ela foi incluída no primeiro volume das Obras Póstumas de Ibsen, "Efterladte Skrifter" ("Obras Póstumas"), publicados por Halvdan Koht e Julius Elias, sendo essa a primeira publicação em livro.
A peça nunca foi representada na vida de Ibsen, mas, em novembro de 1994, teve sua primeira apresentação, em Trondheim. Foi produzido em uma versão adaptada por um teatro estudantil. A produção foi feita como um comentário sobre o debate sobre a adesão da Noruega à União Europeia, e formou a parte cultural de uma reunião sobre este assunto. O diretor foi Marit Moum Aune.

## Características
Nomeada "uma tragédia em três atos", "Norma" é um trabalho de menor interesse entre as obras de Ibsen, mas mostra um dramaturgo em sua primeira tentativa no gênero de sátira política, e na peça há elementos que apontam para "De unges Forbund", que Ibsen escreveria duas décadas depois, em 1869.

## Personagens
- Norma
- Adalgisa
- Severus
- Ariovist
- Dois filhos de Severus e Norma
- Druídas (coro)